# Gornești, Mureș
Gornești, mai demult Ghernesig, (în maghiară Gernyeszeg, în dialectul săsesc Kärzign, în germană Kertzing) este satul de reședință al comunei cu același nume din județul Mureș, Transilvania, România.

## Localizare
Localitatea este situată pe râul Mureș, pe drumul național DN15 Târgu Mureș - Reghin - Piatra Neamț.

## Istoric
Satul Gornești este atestat documentar în anul 1319.

## Obiective turistice

### Biserica Reformată
Biserica Reformată din Gornești a fost construită în secolul al XV-lea.

### Castelul Teleki
Castelul Teleki a fost construit între 1771-1778 și este unul dintre cele mai reprezentative realizări ale barocului transilvănean, cu un parc în stil baroc cu statuete reprezentând personaje mitologice. A fost construit în forma de U, cu un corp central mai proeminent, adăpostind la parter portalul și scara de onoare. Pare a fi opera arhitectului austriac Andreas Mayerhoffer.

## Personalități
- Sámuel Teleki (1739-1822), cancelar al Transilvaniei, fondatorul Bibliotecii Teleki.
- István Bethlen (1874-1946), om politic liberal, prim-ministru al Ungariei între 1921-1931.
- Alexandru Todea (1912-2002), al doilea cardinal  român s-a născut în Teleac. A fost arhiepiscop și mitropolit de  Alba-Iulia și Făgăraș-Blaj.

## Imagini

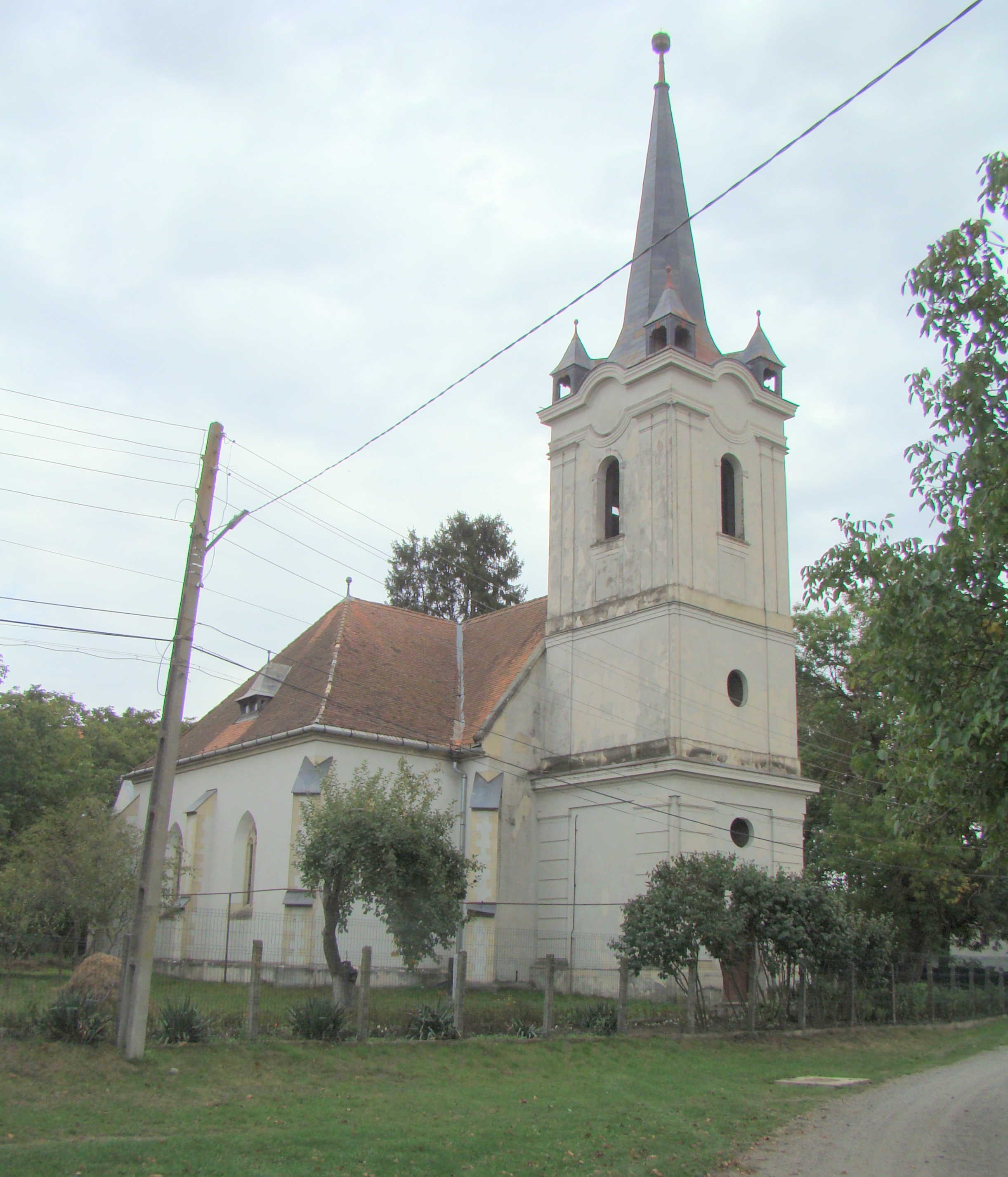
Biserica reformată (secolul XV)
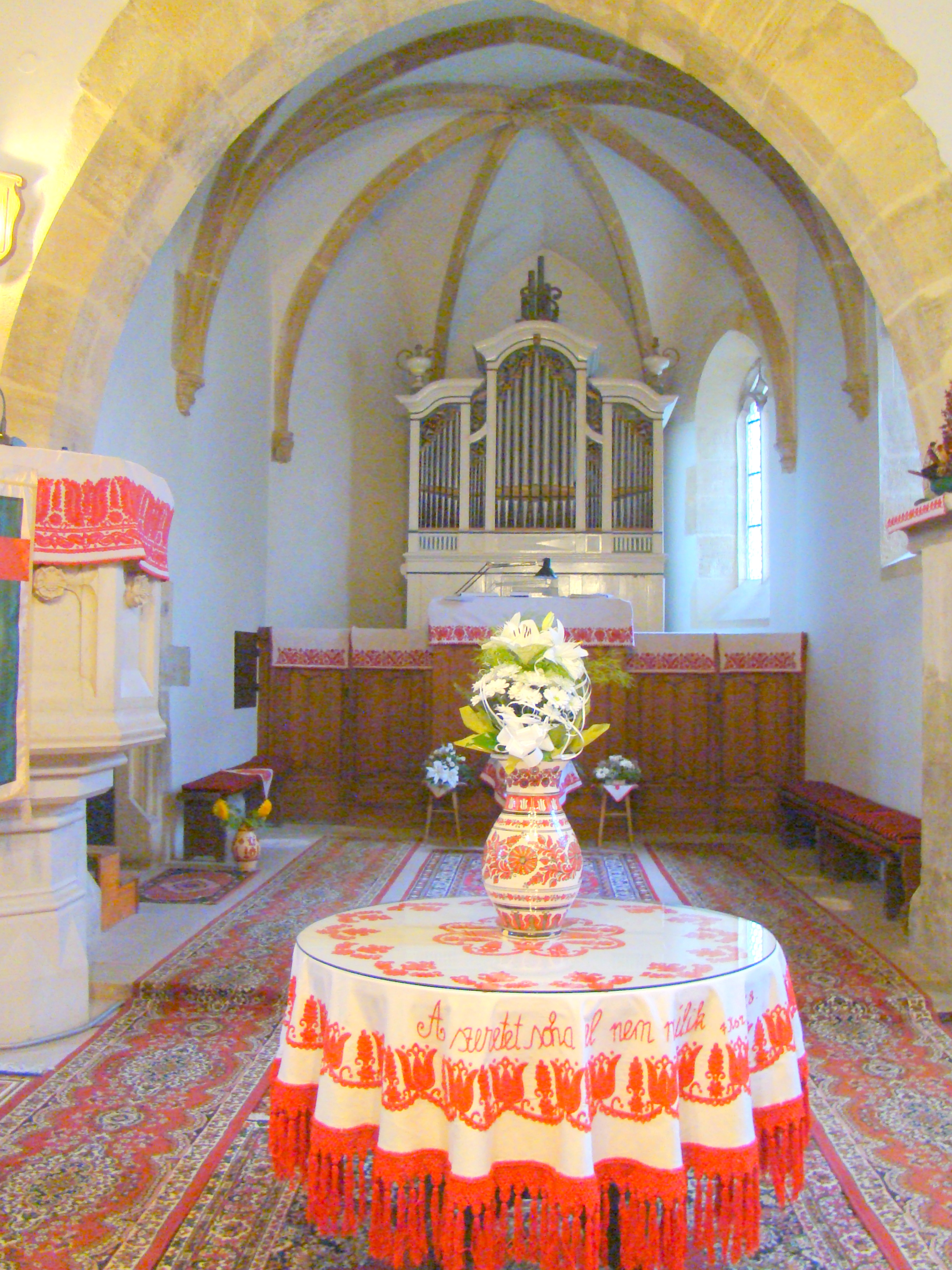
Biserica reformată (monument istoric)
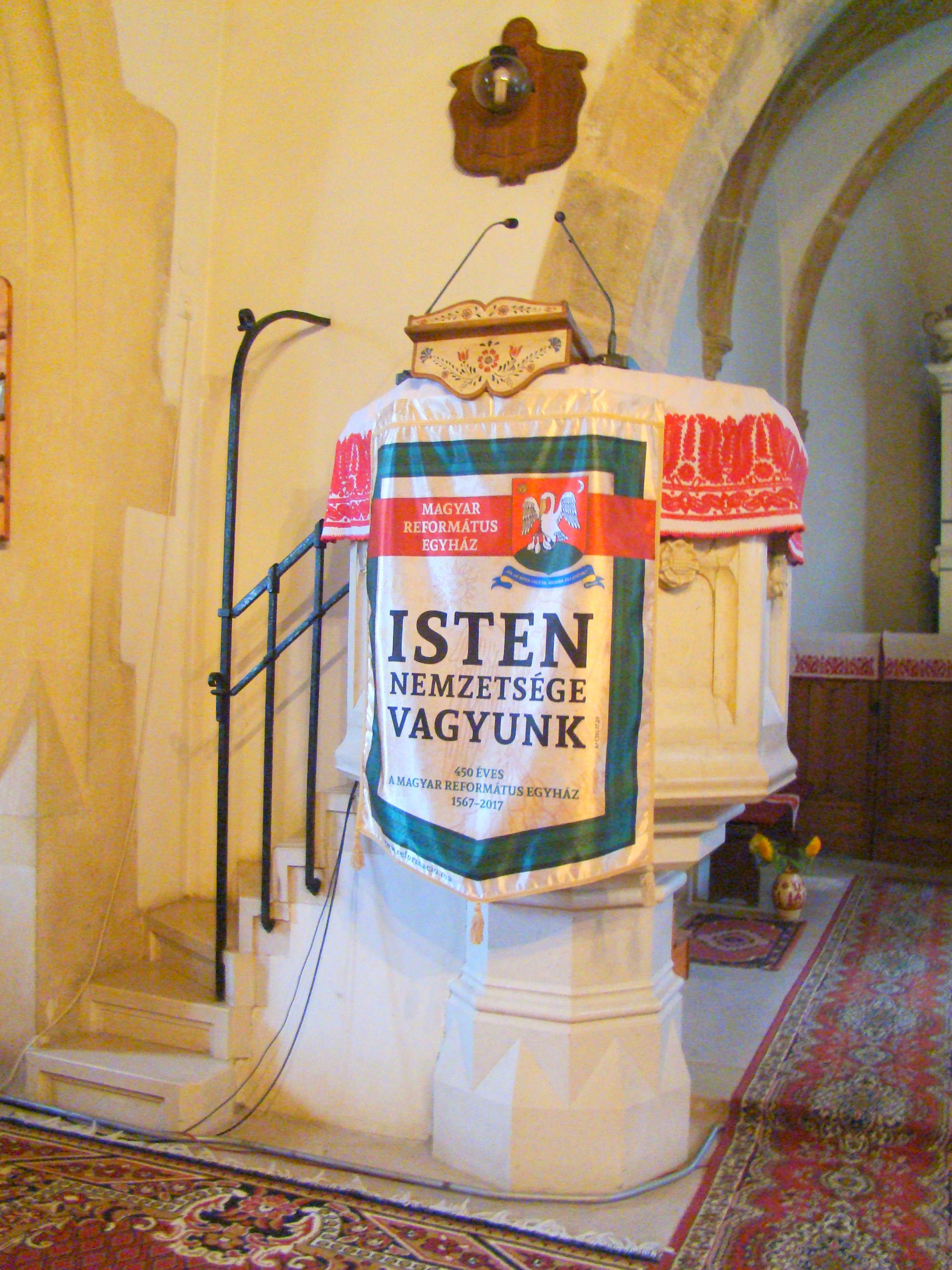
Amvonul
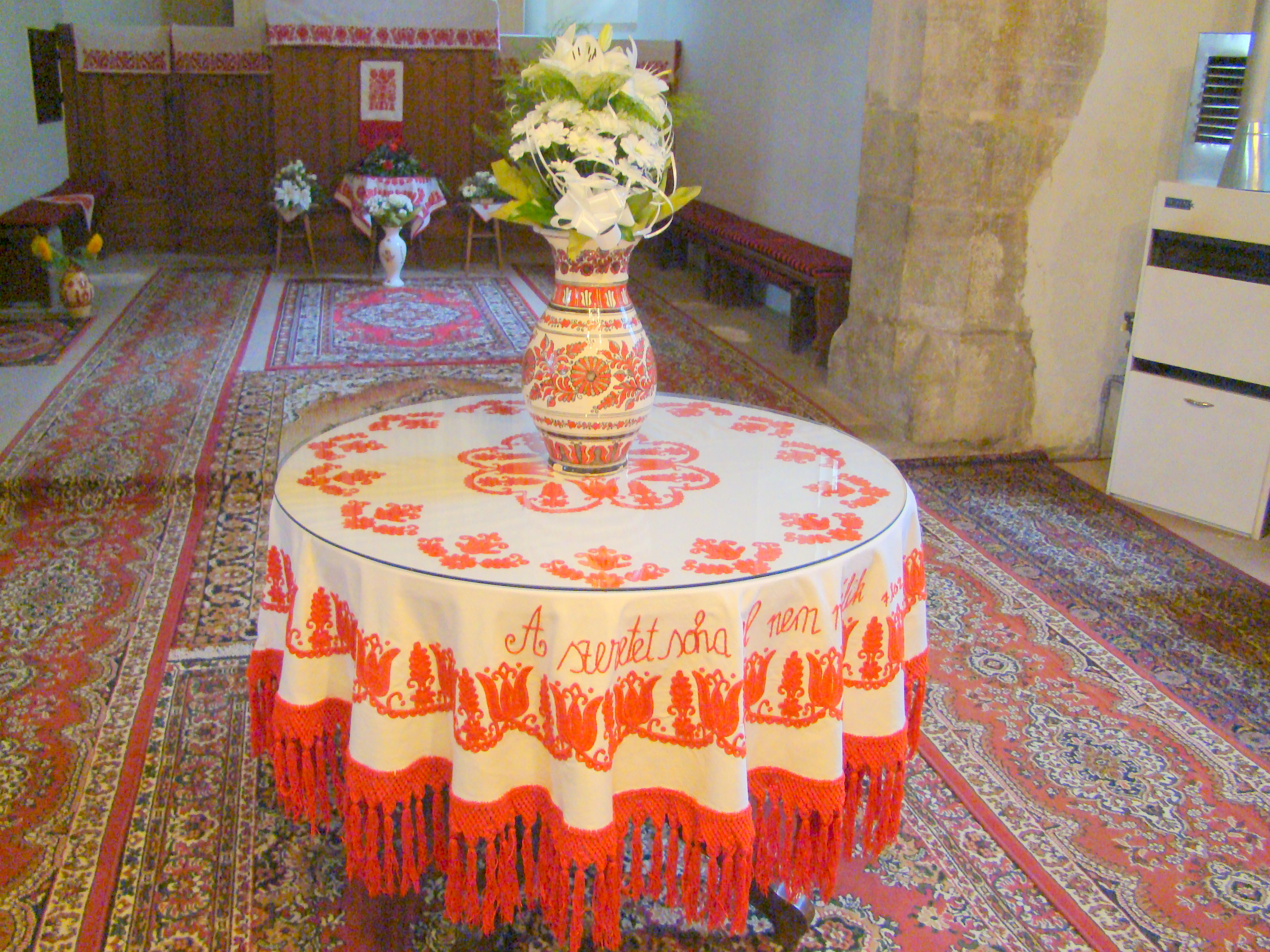
Masa Domnului
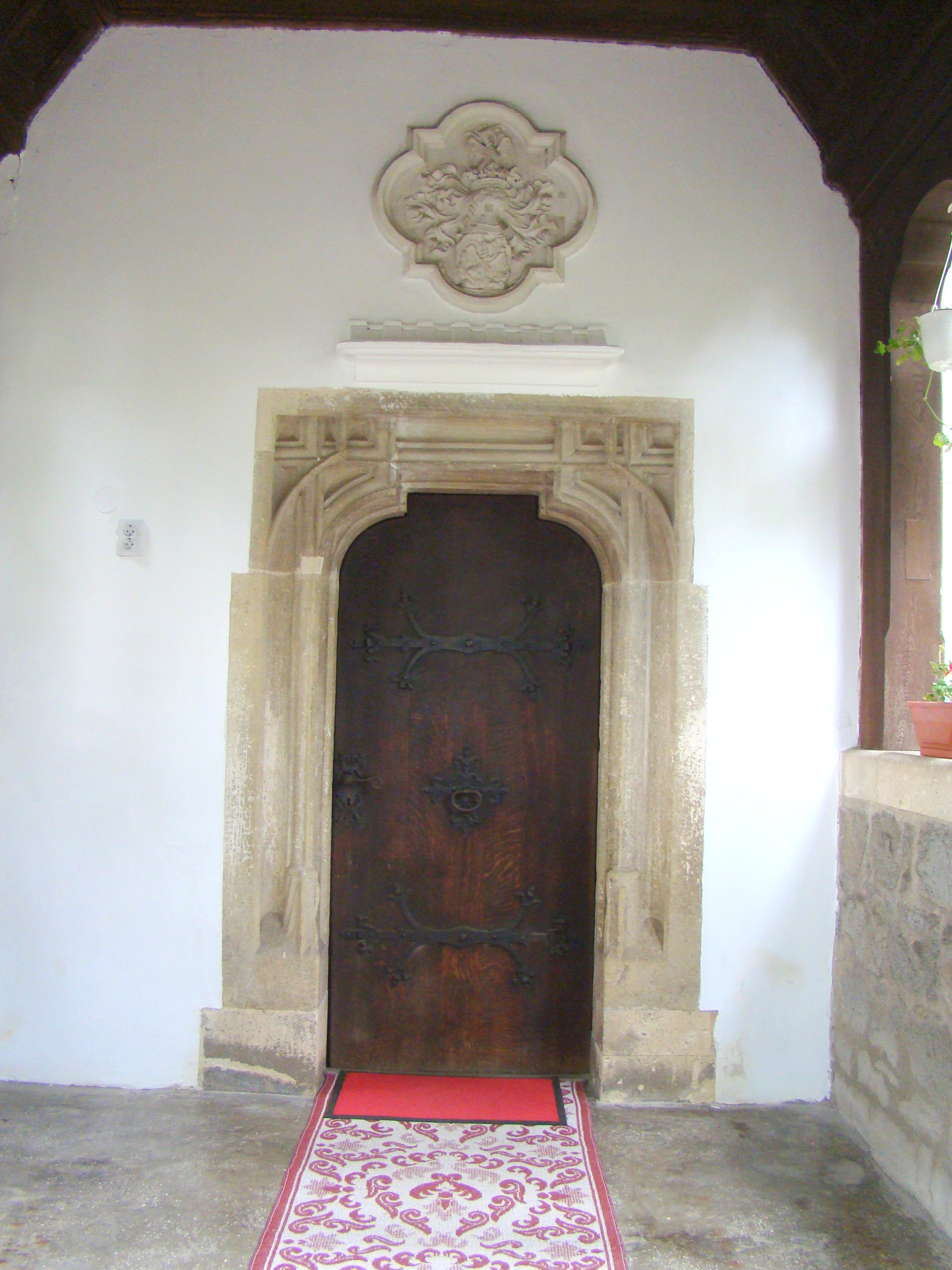
Portalul și blazonul nobiliar de la intrare
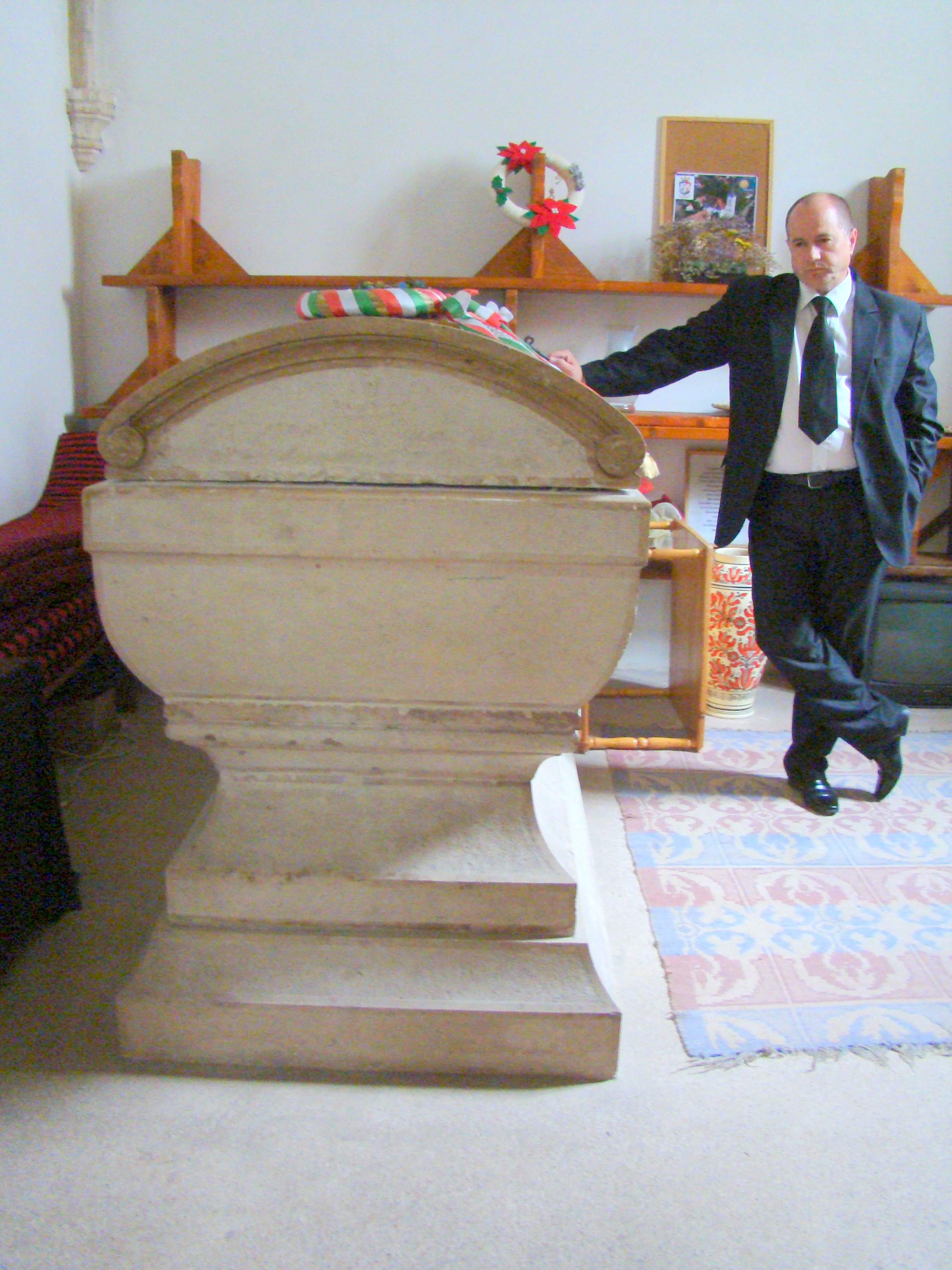
Una dintre criptele familiei nobiliare Teleki de Gornești
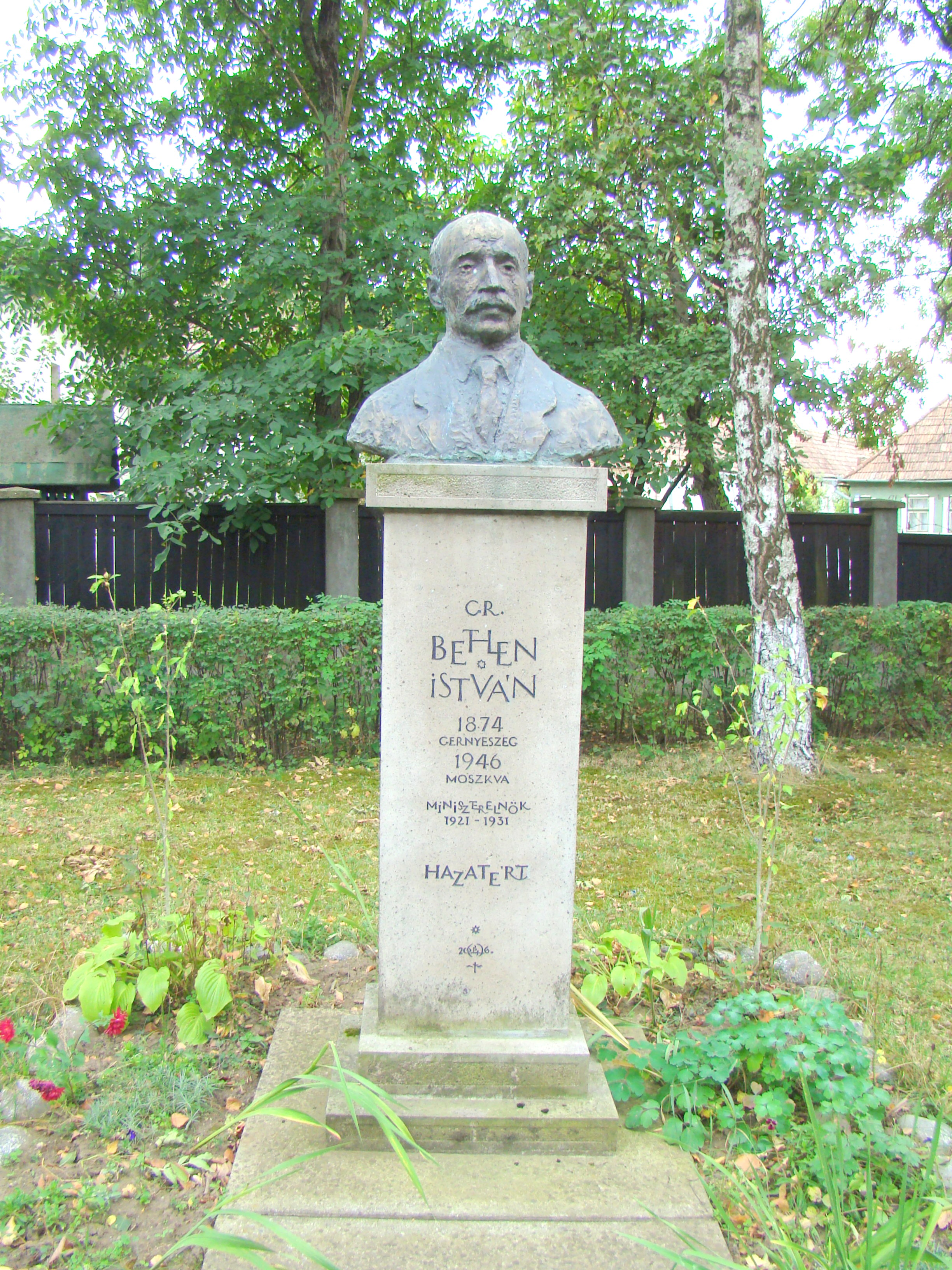
Bustul lui István Bethlen, fost prim-ministru al Ungariei, născut la Gornești
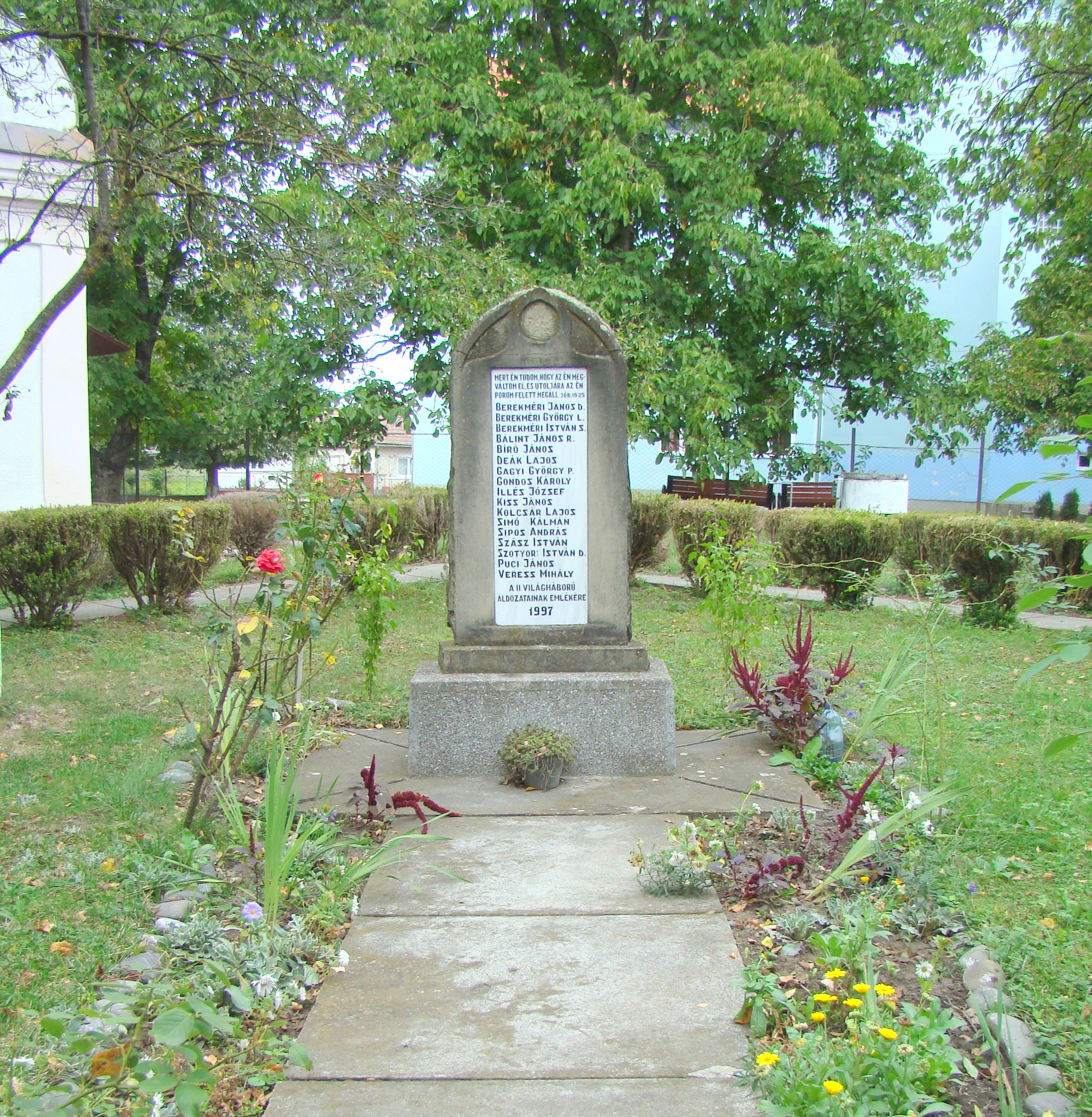
Monumentul eroilor